# Team Penske
Team Penske (anteriormente Penske Racing) é uma organização profissional estadunidense de automobilismo que atualmente compete na IndyCar Series, NASCAR Cup Series, IMSA SportsCar Championship e Campeonato Mundial de Endurance da FIA. Estreou nas 24 Horas de Daytona de 1966, a organização também competiu em vários outros tipos de corridas profissionais, como Fórmula 1, Can-Am, Trans-Am Series e o Supercars Championship da Austrália. Ao todo, a Team Penske conquistou mais de 500 vitórias e mais de 40 campeonatos em todas as corridas de automóveis. A Team Penske é uma divisão da Penske Corporation e é de propriedade e presidida por Roger Penske. O presidente da equipe é Tim Cindric.

## História nos Estados Unidos

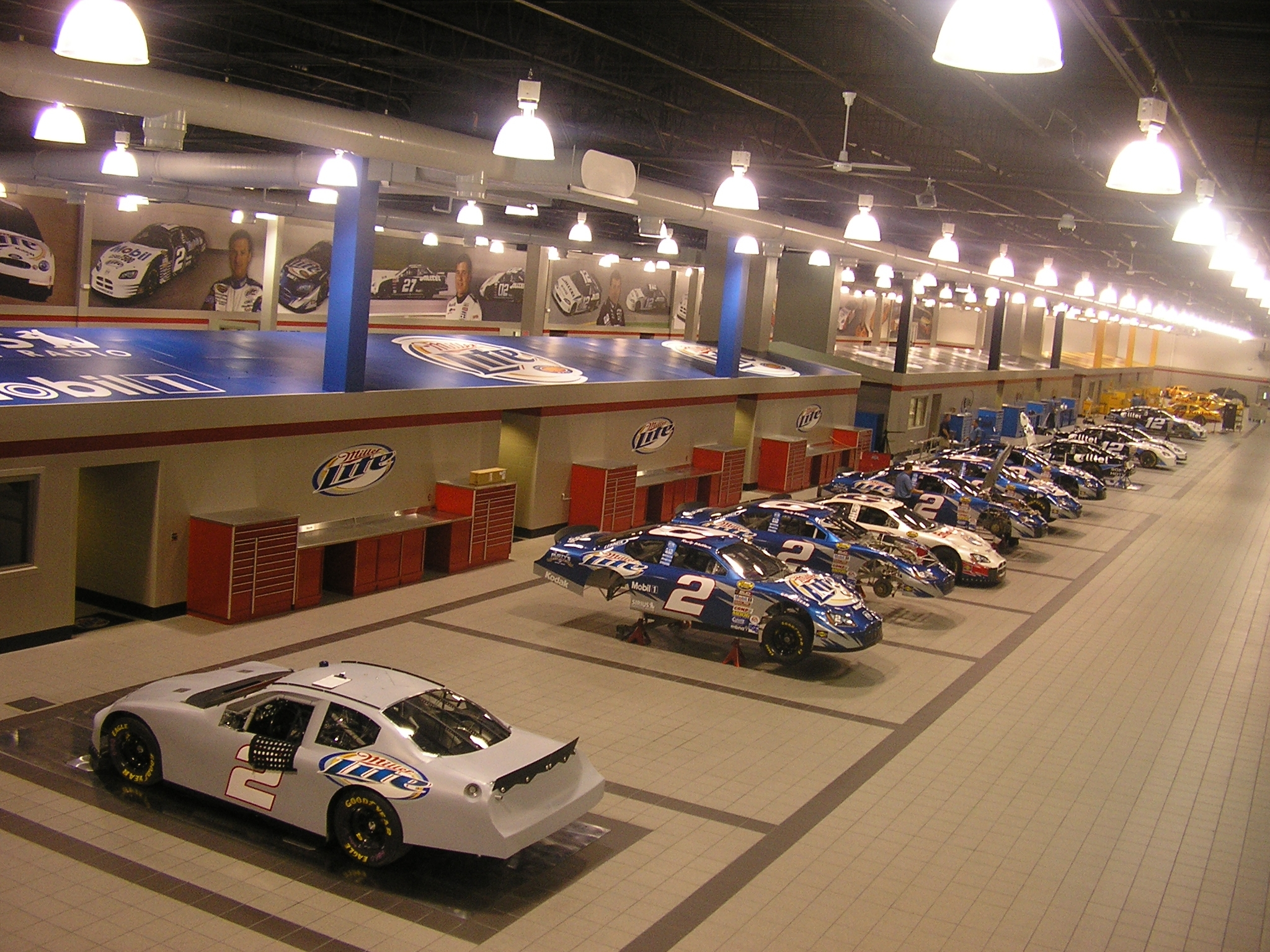
Garagem da Penske em Mooresville, na Carolina do Norte.

A equipe surgiu em 1966 por Roger Penske, um dos pilotos mais vitoriosos do automobilismo americano. Em 1968, a Penske Racing estreava na Formula Indy devido ao grande sucesso que a equipe obteve com o piloto Mark Donohue. No ano seguinte veio a primeira vitória nas 500 Milhas de Indianápolis começando uma série bem-sucedida de 13 conquistas na história da prova. Grandes pilotos como Rick Mears, os Unser (Bobby, Al e Al, Jr) e o brasileiro Emerson Fittipaldi já passaram pela Penske. Em 2001 a equipe entrou na IRL após anos disputando o campeonato da CART. Além de Emerson Fittipaldi, já fez parte da equipe também Gil de Ferran, campeão das 500 Milhas de Indianápolis de 2003. Atualmente, Will Power, o estadunidense Josef Newgarden e o francês Simon Pagenaud são os pilotos da equipe. Campeonato de 2019 decidido em favor de Josef Newgarden que se tornou bicampeão da categoria.

## Penske na Fórmula 1

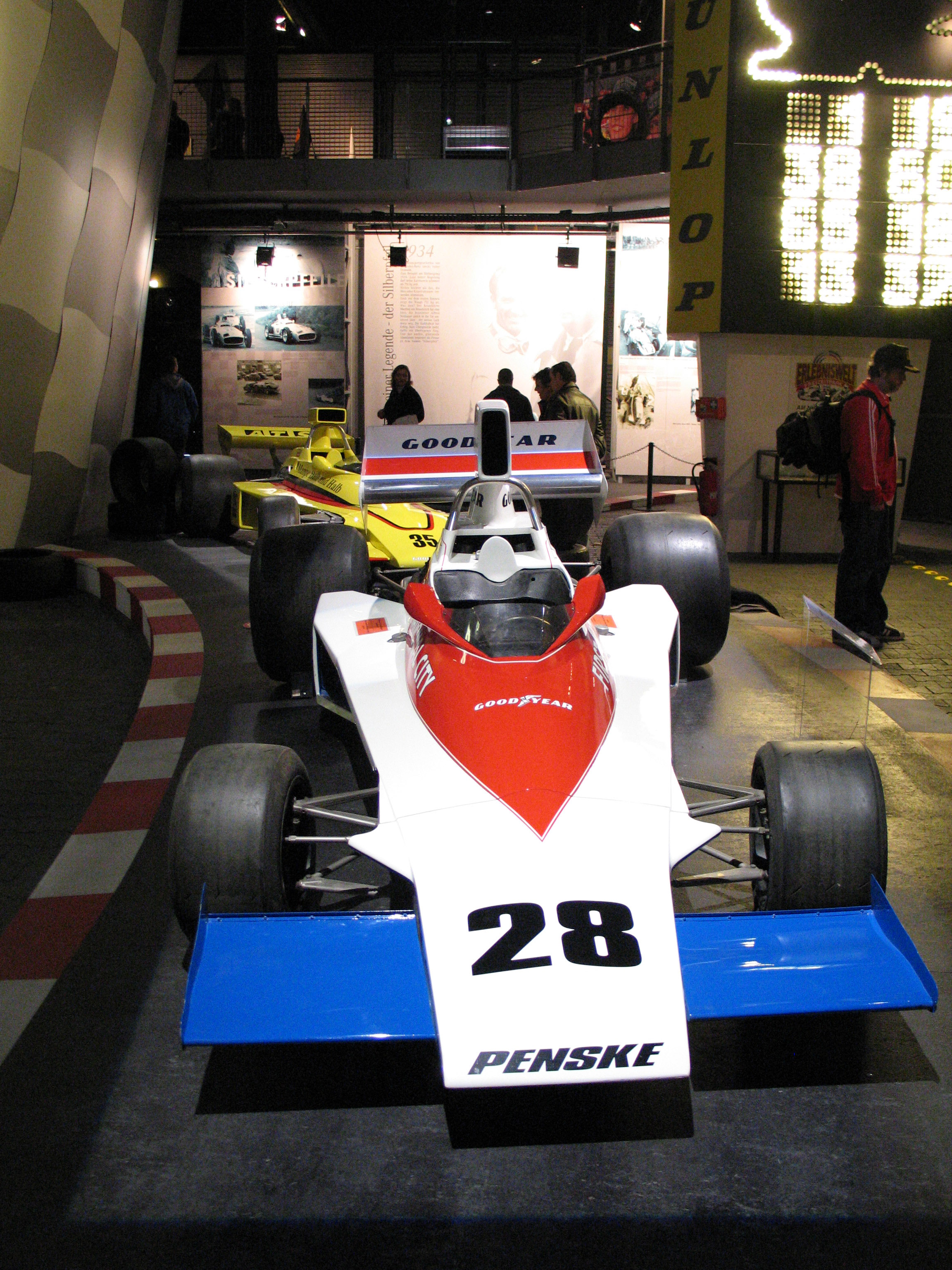
Penske PC1 da Fórmula 1 de 1975

A Penske começou na Fórmula 1 em 1971, disputando as duas provas da América do Norte, em Mosport Park no Canadá e em Watkins Glen nos Estados Unidos, utilizando chassis McLaren M16 de IndyCar adaptados para o regulamento da FIA de então, virando M19A, enquanto a equipe fabricante usava o novo M19C. Na primeira prova, no circuito canadense, Mark Donohue conseguiu um surpreendente terceiro lugar, na frente dos pilotos principais da McLaren. Na etapa norte-americana, Donohue chegou a sei inscrito contando com o cancelamento da etapa da USAC (então Fórmula Indy), que acabou não acontecendo. Foi substituído por David Hobbs, piloto campeão da Fórmula 5000 do mesmo ano. A Penske só voltou a se inscrever para as mesmas provas no final de 1974, já usando a primeira versão de seu próprio chassi, o PC1 e pilotado por Mark Donohue, que ajudou a projetar o carro junto com o projetista Geoff Ferris, que projetou anteriormente os March 711, 721 e 721X, entre 1970 e 1974. O chefe dos mecanicos foi o alemão Karl Kleinhofer, e o chefe da equipe foi o ex-piloto suiço Heinz Hofer, que também investiu financeiramente na equipe.
Montada a fabrica na Inglaterra, em Poole (que existe até hoje), a Penske se inscreveu para a sua primeira temporada completa em 1975, com apenas um carro e usando motor Ford V8. A equipe obteve dois pontos, terminando em décimo segundo no Mundial de Construtores. Nas ultimas corridas a equipe abandonou o PC1 e comprou um chassi March 751. A equipe ficou marcada pela morte de Mark Donohue no GP da Aústria. O seu substituto foi o norte-irlandês John Marshall Watson, que estava na Surtees antes. Em 1976, a equipe usou o chassi PC3 nas primeiras seis etapas, tendo um resultado pífio e terminando apenas três corridas. A partir do GP da Suiça foi inscrito o chassi PC4, com o qual conseguiu vários pódios e a única vitória da equipe, com John Watson no Grande Prémio da Áustria em Österreichring, ironicamente na mesma pista onde um ano antes morria Mark Donohue. No Grande Premio da Holanda, em Zandvoort, o chassi PC3 usado no começo da temporada foi alugado ao piloto holandes Boy Hayje como equipe F&S Properties. No mesmo ano faleceu num acidente de transito na Grã Bretanha o chefe de equipe Heinz Hofer, que também era sócio da equipe Penske na Fórmula 1. Mesmo com a evolução do carro, que terminou em quinto lugar no Mundial de Construtores com vinte pontos, Roger Penske decide encerrar as atividades na Fórmula 1 por questões financeiras, já que seu sócio suíço falecera e o patrocinador, o Citibank, deixava de apoiar a escuderia na Europa. Passou a desenvolver em 1977 o chassi PC5 na Usac/Indycar, como uma evolução do projeto de Fórmula 1.
Os chassis PC4 foram vendidos para a escuderia alemã ATS poder ingressar na Fórmula 1, correndo sete etapas na Europa em 1977. Os pilotos alternados foram Jean-Pierre Jarier e Hans Binder, que não obtiveram resultados satisfatórios. Nos GPs do Canadá e Estados Unidos, no final da temporada, a ATS estava envolvida no desenvolvimento de seu próprio carro e não participou das provas, vendendo os mesmos chassis para a equipe da Can-Am e Usac/Indycar Interscope Racing, que disputou as provas com seu piloto Danny Ongais (que havia sido Rookie of the Year de Indianapolis), conquistando um sétimo lugar em Mosport Park, resultado superior a todos os GPs da ATS.
Geoff Ferris ainda tentou mais um projeto na Fórmula 1, o Rebaque HR100, da infame Escuderia Rebaque, com apenas três corridas em 1979. Voltou a trabalhar com Roger Penske no desenvolvimento dos chassis Penske na mesma fábrica na Inglaterra para a Cart/Fórmula Indy, sendo vitorioso nas 500 Milhas de Indianápolis com o PC9 em 1981 e PC10 em 1983. Trabalhou também na Brabham.
Simultaneamente a disputa da Fórmula 1, a equipe de Roger Penske disputou a Can-Am, a Nascar e a Usac. Com a criação da Champ Car depois da divisão do campeonato da Usac, passou a de dedicar por anos apenas a esse campeonato. A Penske acabou voltando a Fórmula 1 indiretamente nos anos 90, fabricando componentes para a Mclaren.

### Pilotos da Penske naFórmula 1
- David Hobbs (1971 - apenas em Watkins Glen International)
- Mark Donohue (1971, 1974-1975)
- John Watson (1975-1976)

## Penske na NASCAR

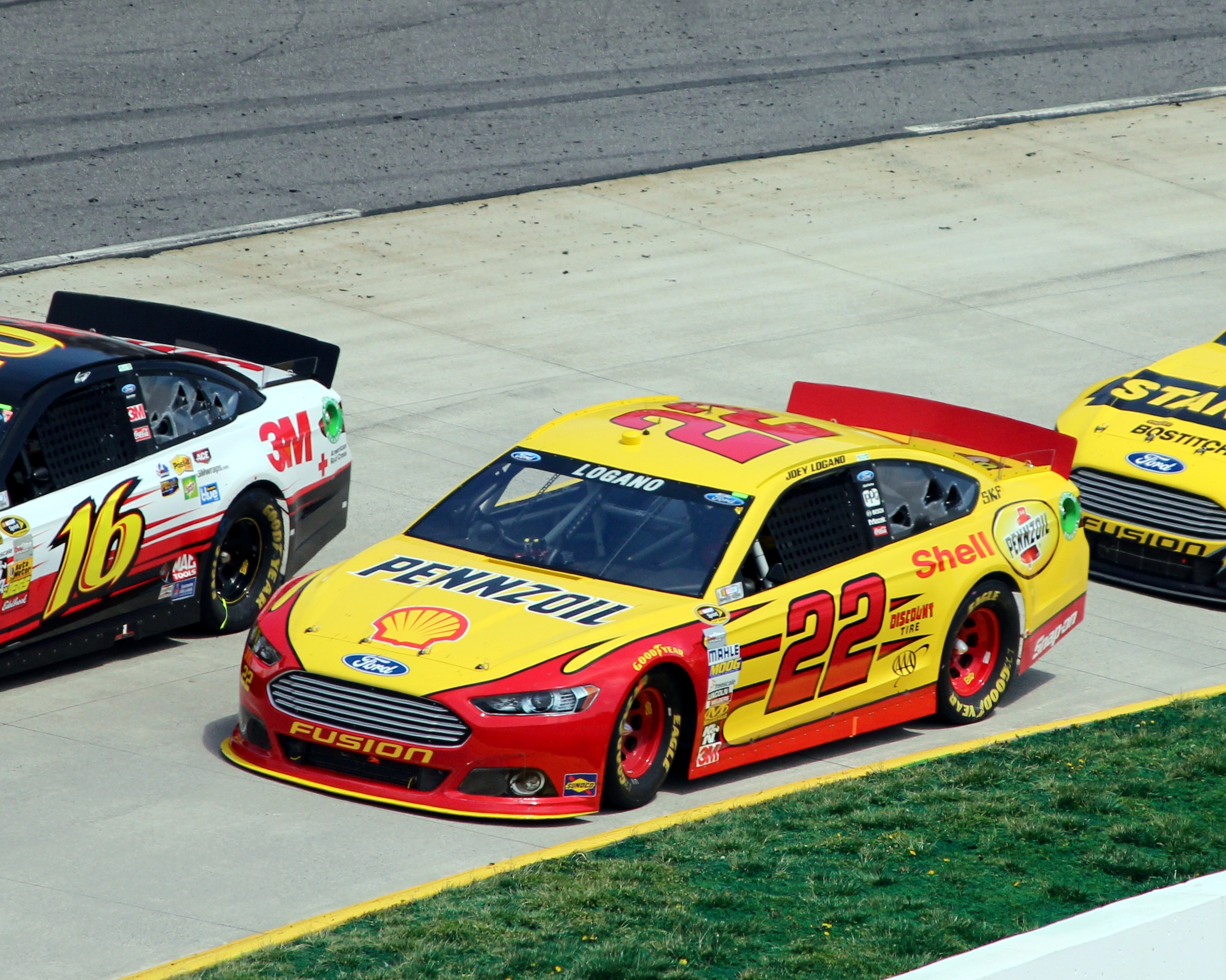
Carro de Joey Logano na NASCAR em 2013.

Correndo com o nome de Penske Racing South, a Penske fez sua estréia NASCAR em 1972 no Riverside International Raceway. Em seus primeiros anos na categoria, integraram a equipe Mark Donohue, Marcis Dave, Donnie Allison e Bobby Allison. Com Bobby, a Penske disputa sua primeira temporada completa em 1976 terminando em quarto na classificação geral. Em 1980, a equipe disputou apenas duas corridas com Rusty Wallace, terminando em segundo em sua primeira corrida, em Atlanta.
A equipe ficou de fora da categoria por 11 anos, retornando em 1991 com Wallace ao volante novamente, chegando ao vice-campeonato em 1993. Também fez parte da equipe nesse período Jeremy Mayfield, que permaneceu por seis anos. No início de 2008, a Penske venceu pela primeira vez a Daytona 500 com Ryan Newman.
Atualmente, a Team Penske compete na divisão principal, a NASCAR Cup Series com os pilotos Joey Logano, pilotando um Shell/Pennzoil Ford Mustang #22, Ryan Blaney, com um Menard’s Ford Mustang #12 e Austin Cindric, com um Discount Tire Ford Mustang #2.

### Vitórias nas 500 Milhas de Daytona
- 2008 -  Ryan Newman
- 2015 -  Joey Logano
- 2022 -  Austin Cindric

## Penske na IndyCar

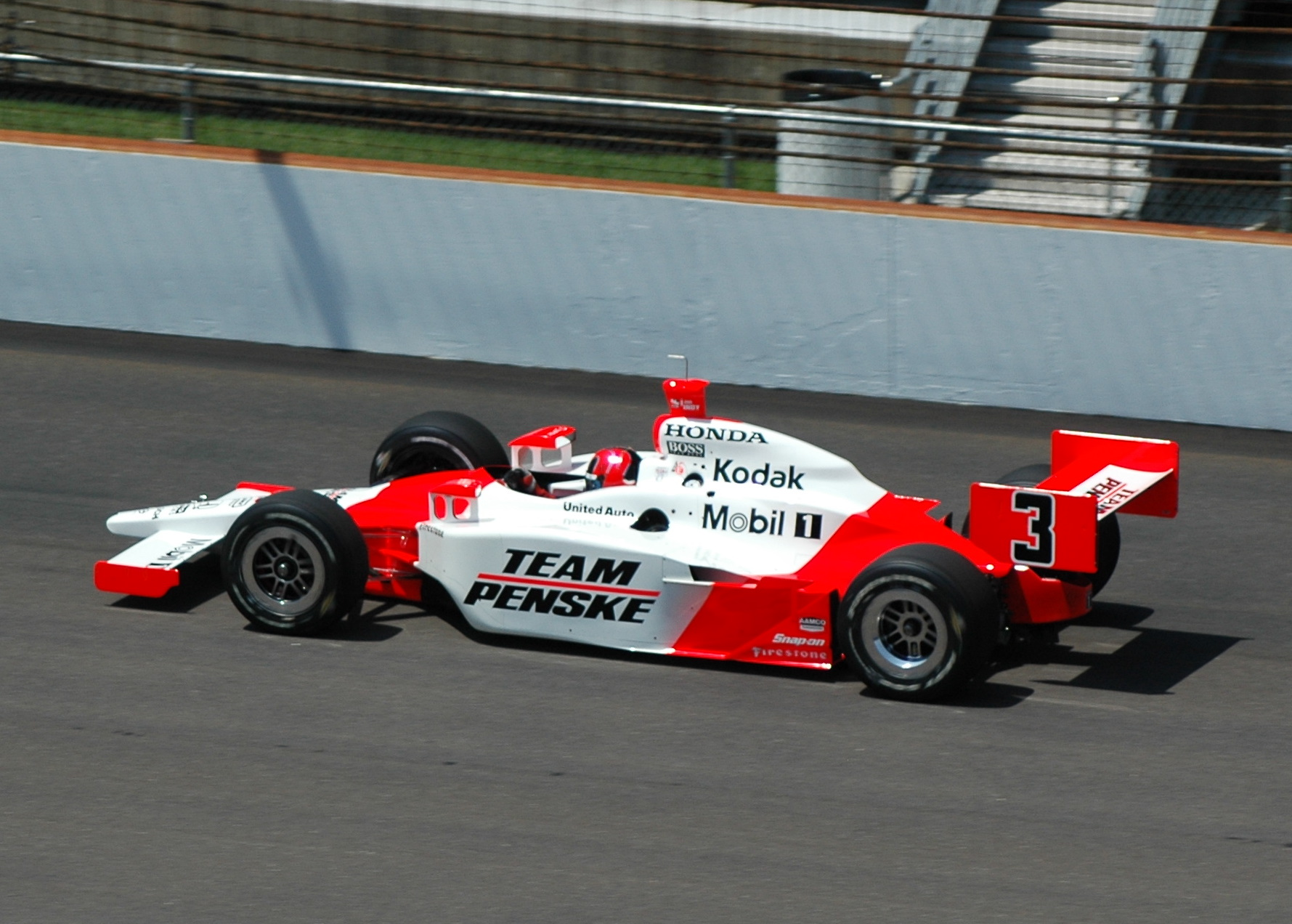
Helio Castroneves nos testes das 500 Milhas de Indianápolis de 2007.

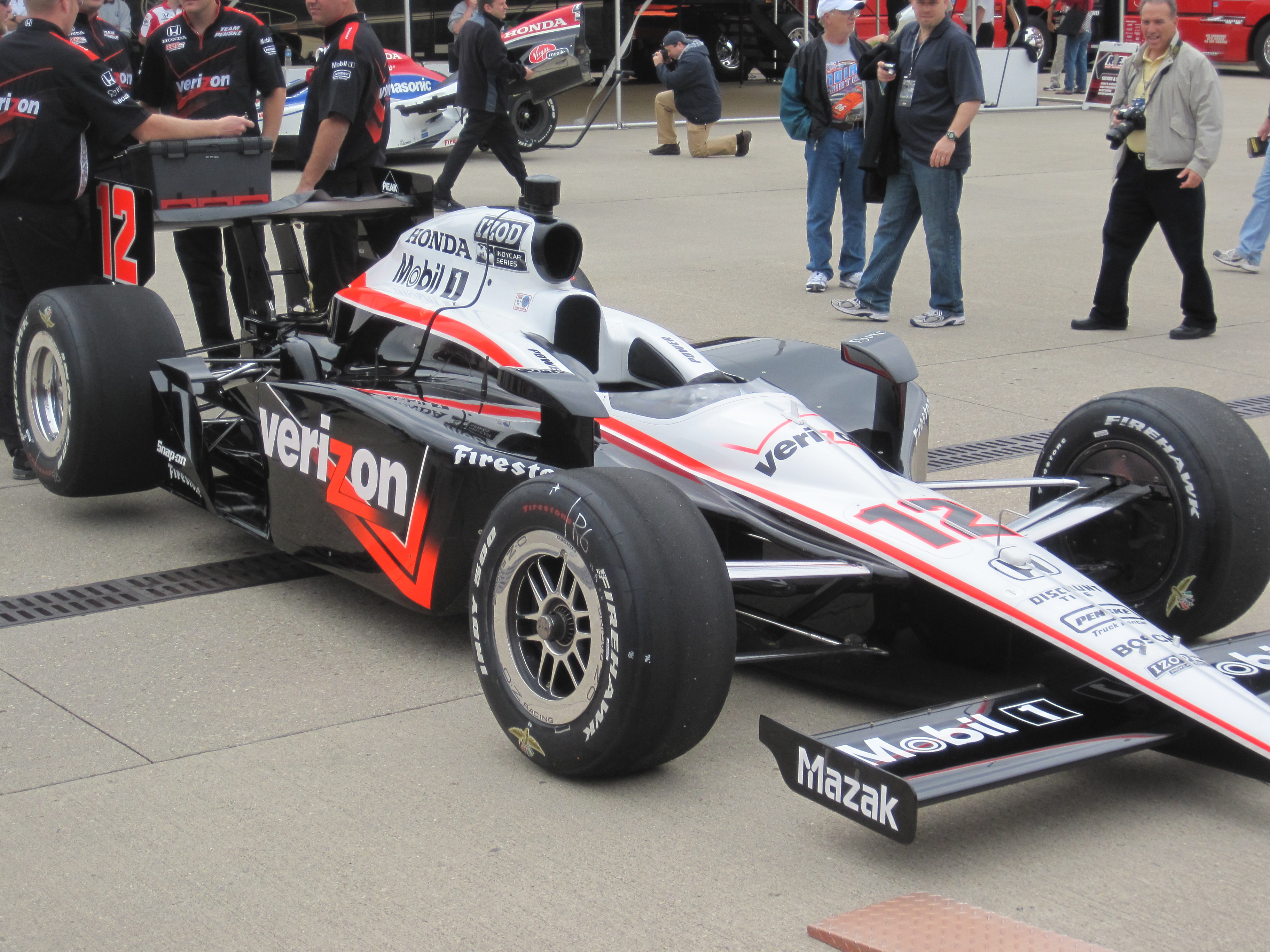
Carro pilotado por Will Power sendo preparado para os testes das 500 Milhas de Indianápolis de 2010.

### Vitórias nas 500 Milhas de Indianápolis

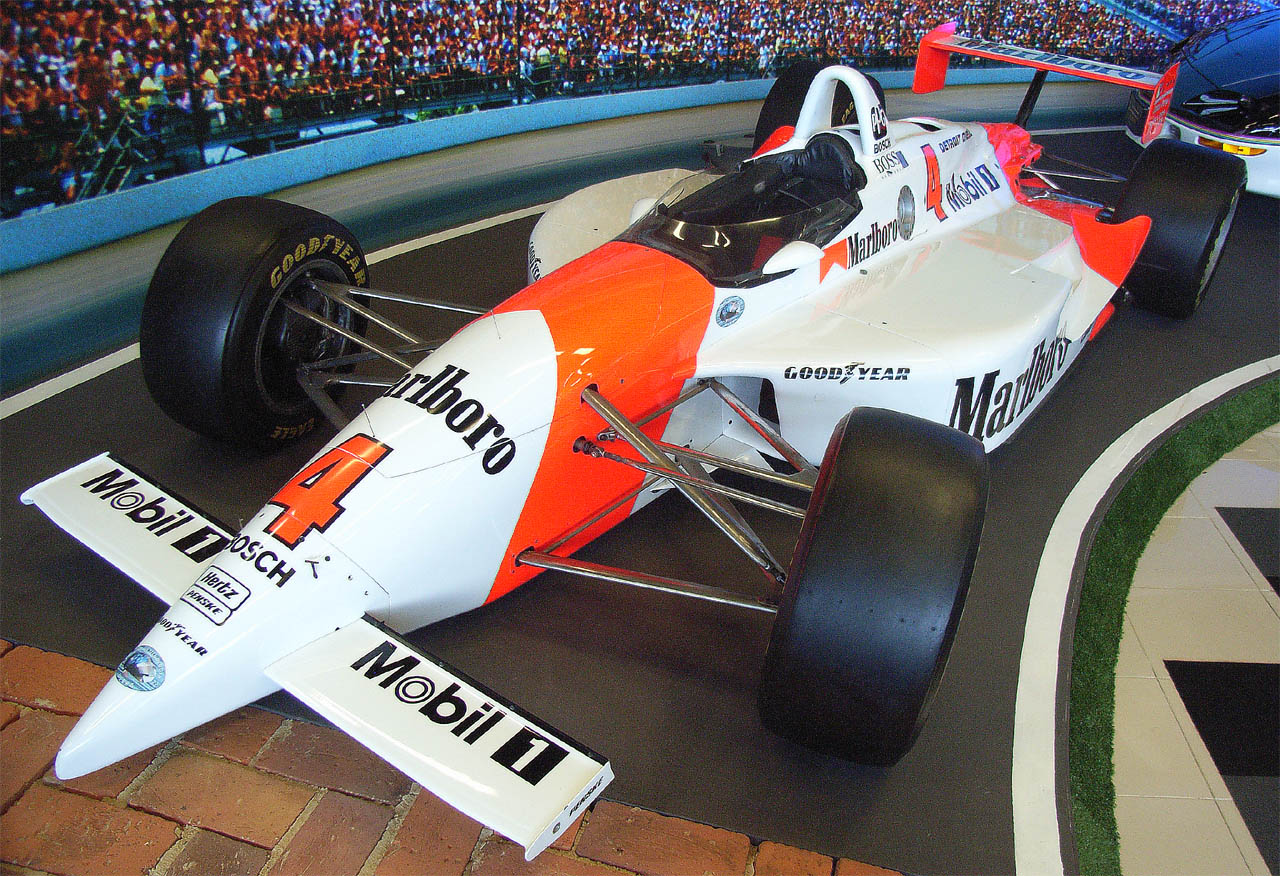
Carro pilotado por Emerson Fittipaldi, vencedor das 500 Milhas de Indianápolis de 1993.

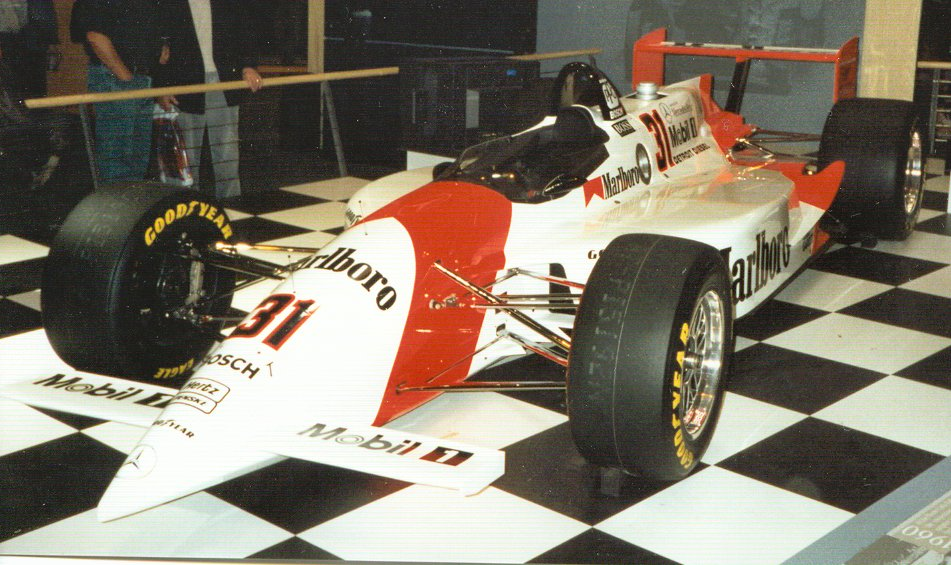
Carro pilotado por Al Unser, Jr, vencedor das 500 Milhas de Indianápolis de 1994.

- 1972 -  Mark Donohue
- 1979 -  Rick Mears
- 1981 -  Bobby Unser
- 1984 -  Rick Mears
- 1985 -  Danny Sullivan
- 1987 -  Al Unser
- 1988 -  Rick Mears
- 1989 -  Emerson Fittipaldi
- 1991 -  Rick Mears
- 1993 -  Emerson Fittipaldi
- 1994 -  Al Unser, Jr.
- 2001 -  Hélio Castroneves
- 2002 -  Hélio Castroneves
- 2003 -  Gil de Ferran
- 2006 -  Sam Hornish, Jr.
- 2009 -  Hélio Castroneves
- 2015 -  Juan Pablo Montoya
- 2018 -  Will Power
- 2019 -  Simon Pagenaud
- 2023 -  Josef Newgarden
- 2024 -  Josef Newgarden

### Pilotos
| Temporada | Nome                 | Chassis | Motor     | Pneus | Pilotos                                                                        | Classificação |
| --------- | -------------------- | ------- | --------- | ----- | ------------------------------------------------------------------------------ | ------------- |
| 2022      | Team Penske          | Dallara | Chevrolet | F     | Will Power Scott McLaughlin Josef Newgarden                                    |               |
| 2021      | Team Penske          | Dallara | Chevrolet | F     | Will Power Scott McLaughlin Simon Pagenaud Josef Newgarden                     |               |
| 2020      | Team Penske          | Dallara | Chevrolet | F     | Will Power Helio Castroneves Scott McLaughlin Simon Pagenaud Josef Newgarden   |               |
| 2019      | Team Penske          | Dallara | Chevrolet | F     | Will Power Helio Castroneves Simon Pagenaud Josef Newgarden                    |               |
| 2018      | Team Penske          | Dallara | Chevrolet | F     | Will Power Helio Castroneves Simon Pagenaud Josef Newgarden                    |               |
| 2017      | Team Penske          | Dallara | Chevrolet | F     | Will Power Juan Pablo Montoya Helio Castroneves Simon Pagenaud Josef Newgarden |               |
| 2016      | Team Penske          | Dallara | Chevrolet | F     | Will Power Juan Pablo Montoya Helio Castroneves Simon Pagenaud Oriol Servià    |               |
| 2015      | Team Penske          | Dallara | Chevrolet | F     | Will Power Juan Pablo Montoya Helio Castroneves Simon Pagenaud                 |               |
| 2014      | Team Penske          | Dallara | Chevrolet | F     | Will Power Juan Pablo Montoya Helio Castroneves                                |               |
| 2013      | Team Penske          | Dallara | Chevrolet | F     | Will Power A. J. Allmendinger Helio Castroneves                                |               |
| 2012      | Team Penske          | Dallara | Chevrolet | F     | Will Power Ryan Briscoe Helio Castroneves                                      |               |
| 2011      | Team Penske          | Dallara | Honda     | F     | Will Power Ryan Briscoe Helio Castroneves                                      |               |
| 2010      | Team Penske          | Dallara | Honda     | F     | Will Power Ryan Briscoe Helio Castroneves                                      |               |
| 2009      | Team Penske          | Dallara | Honda     | F     | Will Power Ryan Briscoe Helio Castroneves                                      |               |
| 2008      | Marlboro Team Penske | Dallara | Honda     | F     | Helio Castroneves Ryan Briscoe                                                 |               |
| 2007      | Marlboro Team Penske | Dallara | Honda     | F     | Helio Castroneves Sam Hornish, Jr.                                             |               |
| 2006      | Marlboro Team Penske | Dallara | Toyota    | F     | Sam Hornish, Jr. Helio Castroneves                                             |               |
| 2005      | Marlboro Team Penske | Dallara | Toyota    | F     | Helio Castroneves Sam Hornish, Jr. Kurt Busch                                  |               |
| 2004      | Marlboro Team Penske | Dallara | Toyota    | F     | Helio Castroneves Sam Hornish, Jr.                                             |               |
| 2003      | Marlboro Team Penske | Panoz   | Toyota    | F     | Gil de Ferran Helio Castroneves Alex Barron                                    |               |
| 2002      | Marlboro Team Penske | Panoz   | Toyota    | F     | Gil de Ferran Helio Castroneves Max Papis                                      |               |
| 2001      | Marlboro Team Penske | Reynard | Honda     | F     | Gil de Ferran Helio Castroneves                                                |               |
| 2000      | Marlboro Team Penske | Reynard | Honda     | F     | Gil de Ferran Helio Castroneves                                                |               |
| 1999      | Marlboro Team Penske | Lola    | Mercedes  | G     | Al Unser Jr Tarso Marques Gonzalo Rodriguez Alex Barron                        |               |
| 1998      | Marlboro Team Penske | Penske  | Mercedes  | G     | Al Unser Jr André Ribeiro                                                      |               |
| 1997      | Marlboro Team Penske | Penske  | Mercedes  | G     | Al Unser Jr Paul Tracy                                                         |               |
| 1996      | Marlboro Team Penske | Penske  | Mercedes  | G     | Al Unser Jr Paul Tracy                                                         |               |
| 1995      | Marlboro Team Penske | Penske  | Mercedes  | G     | Emerson Fittipaldi Al Unser Jr                                                 |               |
| 1994      | Marlboro Team Penske | Penske  | Mercedes  | G     | Al Unser Jr Emerson Fittipaldi Paul Tracy                                      |               |
| 1993      | Marlboro Team Penske | Penske  | Chevrolet | G     | Emerson Fittipaldi Paul Tracy                                                  |               |
| 1992      | Marlboro Team Penske | Penske  | Chevrolet | G     | Emerson Fittipaldi Paul Tracy                                                  |               |
| 1991      | Marlboro Team Penske | Penske  | Chevrolet | G     | Emerson Fittipaldi Rick Mears Paul Tracy                                       |               |

### Pilotos da Penske (USAC, CART e IRL)
- Mark Donohue (1968-1973)
- David Hobbs (1971)
- Gary Bettenhausen (1972-1974)
- Gordon Johncock (1972)
- Mike Hiss (1972,1974)
- Tom Sneva (1975-1978)
- Bobby Allison (1975)
- Mario Andretti (1976-1980)
- Rick Mears (1978-1992)
- Bobby Unser (1979-1981)
- Bill Alsup (1981)
- Kevin Cogan (1982)
- Al Unser (1983-1989)
- Johnny Rutherford (1984)
- Mike Thackwell (1984)
- Danny Sullivan (1985-1990)
- Geoff Brabham (1989)
- Emerson Fittipaldi (1989-1996)
- Paul Tracy (1991-1994, 1996-1997)
- Al Unser, Jr. (1994-1999)
- Jan Magnussen (1996)
- André Ribeiro (1998)
- Alex Barron (1999, 2003)
- Gonzalo Rodriguez (1999)
- Tarso Marques (1999)
- Gil de Ferran (2000-2003)
- Hélio Castroneves (2000-2020)
- Max Papis (2002)
- Sam Hornish, Jr. (2004-2007)
- Kurt Busch (2005)
- Will Power (2009-presente)
- Ryan Briscoe (2008-2013)
- A. J. Allmendinger (2013)
- Juan Pablo Montoya (2014-2017)
- Simon Pagenaud (2015-2021)
- Oriol Servià (2016)
- Josef Newgarden (2017-presente)
- Scott McLaughlin (2020-presente)